# Мюр, Виктор Карлович
Ви́ктор Ка́рлович Мюр (1852—1920) — русский поэт.

## Биография
Учился в Московском университете на историко-филологическом факультете.
Начал писать в газете «Русские ведомости» в 1870 году, затем помещал лирические и юмористические стихотворения во «Всемирной иллюстрации» (1876—1886), «Пчеле», «Пробуждении», «Ниве», «Нови», «Русской Мысли», «Деле», «Русском обозрении», «Руси» Аксакова, «Будильнике», «Стрекозе», «Шуте», «Осколках» и др.
8 января 1888 года Виктор Карлович Мюр стал 101-м членом общества СПП (Согласие против пьянства), которое основал Л. Н. Толстой.
Известны также романсы, написанные на слова В. Мюра:
1. Автор Гунке, Иосиф Карлович Заглавие «Когда весной» : Романс для баса с сопровожд. ф.-п. / Слова Виктора Мюра.
2. Автор Богуслав, Флорентий Вячеславович Заглавие «Очи милой» : Романс: Для голоса с ф.-п. / Слова Виктора Мюра.

Мюр довольно часто упоминается в дневнике Ф. Ф. Фидлера, который переводил его стихи на немецкий и считал, что тот «похож на Фета в молодости». В Петербурге Мюр участвовал в вечерах «Пятниц» Случевского, где с ним и виделся Фидлер. По записям Фидлера, Мюр проповедовал московским евреям христианство и носил «еврейскую бороду», чтоб они чувствовали к нему доверие, занимался спиритизмом, упоминал о том, что «духи предсказали» ему смерть в 1941 году (он умер в 1920).